# 小野友愛
小野 友愛（おの ともえ、1989年9月6日 - ）は、日本の女子競泳選手。種目は自由形。KONAMIスポーツクラブ西日本所属。身長167cm。血液型はO型。早稲田大学に所属。卒業後は、中学で体育を教える。

## 人物
須磨学園高等学校卒業、早稲田大学スポーツ科学部スポーツ文化学科卒業。
2004年埼玉国体フリーリレーで中学新記録樹立。2007年のジュニアパンパシフック大会1500m自由形で3位、フリーリレーで日本高校新記録を樹立した。2009年サンタクララ国際大会出場。